# Lavrentija
Lavrentija (ryska Лаврентия) är en ort i den autonoma regionen Tjuktjien i Ryssland. Folkmängden uppgår till cirka 1 400 invånare.

## Historia
Lavrentija ligger vid Lavrentijabukten, som fick sitt namn av James Cook när denne landsteg här på Sankt Lars dag 1758. Bukten kallades då Saint Lawrence Bay. Orten grundades 1927 eller 1928.